# Csönge
Csönge é um município da Hungria, situado no condado de Vas. Tem 25,27 km² de área e sua população em 2015 foi estimada em 374 habitantes.